# After Dark (Type O Negative)
Pour les articles homonymes, voir After Dark (homonymie).
Pour plus de détails, voir Fiche technique et Distribution.
After Dark est un documentaire vidéo sur le groupe de metal gothique américain Type O Negative. Il est d'abord sorti sous format VHS en 1998, puis à nouveau sous format DVD en 2000, avec du contenu additionnel. La vidéo contient des séquences prises pendant des concerts, des passages en coulisses, d'échanges avec des fans, le tout ponctué de clip vidéos promotionnels (tournés à l'occasion de la sortie de leurs différents albums au cours des années 90). La vidéo met en avant le ton humoristique et cynique du groupe. On y voit notamment une longue bataille sur scène entre Type O Negative et leurs amis du groupe Pantera, dont ils viennent perturber un des concerts en leur lançant des projectiles sur scène.

## Liste des vidéos promotionnelles

### Contenu commun aux supports VHS et DVD
1. "Black No.1 (Little Miss Scare-All)"
2. "Christian Woman"
3. "My Girlfriend's Girlfriend"
4. "Love You to Death"
5. "Cinnamon Girl" (reprise de Neil Young)
6. "Christian Woman" (Naildriver version)

### Contenu ajouté au support DVD
1. "Everything Dies"
2. Bonus video

## Membres du groupe
- Peter Steele – basse, chant
- Kenny Hickey – guitare électrique, chant
- Josh Silver – clavier, chœur
- Sal Abruscato – batterie sur les pistes 3-6 et 8 du DVD
- Johnny Kelly – batterie et chœur sur les pistes 1, 2 and 7